# Montgermont
 Montgermont  (en bretón Menezgervant) es una población y comuna francesa, situada en la región de Bretaña, departamento de Ille y Vilaine, en el distrito de Rennes y cantón de Betton.

## Demografía
| 455 | 606 | 1099 | 1976 | 2395 | 2758 |
| Para los censos de 1962 a 1999 la población legal corresponde a la población sin duplicidades (Fuente: INSEE [Consultar]) |     |      |      |      |      |